# Öppen kust
En öppen kust är en kuststräcka som saknar skärgård. 

## Sverige
Från Strömstad till Haparanda är den svenska kusten öppen följande sträckor
1. Varberg - Listerlandet (v. Blekinge), med undantag för farvattnen mellan Torekov och Hallands Väderö
2. Torhamn (vid Karlskrona) - strax norr om Kalmar
3. Öland
4. Gotland
5. Norrfjärden norr om Umeå - Bjuröklubb